# 飛行員山 (加利福尼亞州)
飛行員山（英語：Pilot Hill）是位於美國加利福尼亞州埃爾多拉多縣的一個非建制地區。該地的面積和人口皆未知。

## 地理
飛行員山的座標為38°50′06″N 121°00′52″W / 38.83500°N 121.01444°W，而該地的平均海拔高度為358米（即1175英尺）。